# École centrale de Nantes
L'École centrale de Nantes, també anomenada EC-Nantes, va ser fundada el 1919, és una grande école d'enginyeria de França. Està situada a Nantes, França.
L’École Centrale de Nantes és un establiment públic d'ensenyament superior i recerca tècnica.
L'escola lliura:
- el diploma d'enginyer de École Centrale de Nantes (Màster Ingénieur Centralien de Nantes)
- el diploma Màster recerca i de doctorat
- Mastère spécialisé.

## Admissió i escolaritat
L'ingrés a l'École centrale de Nantes s'efectua per 
- concurs Centrale-Supélec (estudiants francesos)
- xarxa (Top Industrial Managers for Europe) (estudiants Europe)
- programa europeu ERASMUS (estudiants Europe).

La majoria dels estudiants francesos són admesos després de dos o tres anys de classes preparatòries. Aquests dos anys equivalen als dos primers anys d'estudis universitaris, en els quals s'estudia a fons sobretot Matemàtiques i Física.
A més a més, un nombre important d'estudiants prové de les millors universitats internacionals que pertanyen a la xarxa TIME (Top Industrial Managers for Europe).

## Els EstudisCentraliens
L’École Centrale de Nantes pertany al grup francès d’Écoles Centrales, juntament amb l'École centrale de Lyon, l'École centrale de Lille, l’École centrale de Marseille, l'École Centrale de Paris i l’École centrale de Pékin.
El programa del conjunt d'Escoles Central és el programa principal de l'Escola.
La particularitat roman en què es pretén que els estudiants tinguin coneixements en tots els camps de l'enginyeria, camps tan diversos de l'enginyeria com poden ser: mecànica, enginyeria elèctrica, física, química, materials, mecànica dels fluids, matemàtiques, enginyeria civil, telecomunicacions i informàtica.